# Mausoleum
Pour plus de détails, voir Fiche technique et Distribution.
Mausoleum est un film américain réalisé par Michael Dugan, sorti en 1983.

## Synopsis
Traumatisée par la mort de sa mère, qu'elle pense due à la possession par un démon, Susan commence à ressentir elle aussi ce même démon qui l'habite. De plus en plus, son mari et son médecin remarquent de troublants changements en elle…

## Fiche technique
- Titre : Mausoleum
- Réalisation : Michael Dugan
- Scénario : Robert Barich, Robert Madero, Katherine Rosenwink
- Production : Robert Barich, Robert Madero, Michael Franzese, Jerry Zimmerman, Arline Mohr, Horst Osterkamp
- Musique : Jaime Mendoza-Nava
- Photographie : Robert Barich
- Montage : Richard Bock
- Pays d'origine : États-Unis
- Langue : anglais
- Genre : Horreur
- Durée : 96 minutes
- Dates de sortie :
  - États-Unis : mai 1983

## Distribution
- Bobbie Bresee : Susan Walker Farrell
- Marjoe Gortner (VF : Julien Thomast) : Oliver Farrell
- Norman Burton (VF : Jacques Dynam) : Dr. Simon Andrews
- Maurice Sherbanee : Ben, le jardinier
- LaWanda Page : Elsie
- Laura Hippe (VF : Jeanine Forney) : Tante Cora Nomed
- Sheri Mann : Dr. Roni Logan
- Julie Christy Murray : Susan jeune
- Chu Chu Malave : Le livreur

## Distinction
- Nomination au Saturn Award de la meilleure actrice 1984 (Bobbie Bresee)